# Josip Lončarič
Josip Lončarič, slovenski gradbeni podjetnik hrvaškega rodu, * 6. avgust 1867, Selce, Crikvenica, † 5. julij 1931, Skrad.  
Josip Lončarič, sin gradbenega podjetnika Antona Lončariča, je v Ljubljani obiskoval realko (1881–1887) in nato nadaljeval študij tehnike na Dunaju. Do leta 1894 je služboval v avstroogrskih oboroženih silah in se potem uveljavil kot gradbeni podjetnik pri državnih železnicah na Hrvaškem, kjer je zgradil ali popravil več predorov, snežnih obrambnih zidov, postaj in mostov. Po očetovi smrti se je naselil v Ljubljani in zgradil na območju Kranjske nad 120 km novih cest (Poljanska dolina, Stari trg, Adlešiči), nad 100 km vodovodov (Cerknica in drugje), železniško progo Semič—Bubnjarci (1912–1913) in železobetonski most v Črnomlju (1911). Leta 1913/1914 je z A. Samohrdom iz Brna ustanovil gradbeno podjetje Samolon s sedežem v Ljubljani, ki je leta 1914 prevzelo gradnjo železniške proge Bosanski Novi—Bihać in skupaj z dalmatinskim inženirskim konzorcijem progo Knin—Pribudić. Med vojno se je preselil na svoje posestvo v Skrad, kjer je bila na njegovo iniciativo in sodelovanjem zgrajena hidrocentrala Zeleni vir, ki je električno energijo oskrbovala ves Gorski kotar.  